# Daniel Vázquez Evuy
Daniel Vázquez Evuy, vagy röviden Evuy (Madrid, 1985. március 11. –) egyenlítői-guineai válogatott labdarúgó, jelenleg a Tallinna Kalev játékosa.

## Pályafutása

### A válogatottban
2010-ben mutatkozott be az Egyenlítői-Guinea válogatottban. Részt vett a 2012-es és a 2015-ös afrikai nemzetek kupáján